# Mingo
Mingo so prvotno skupina severnoameriških indijanskih plemen iz irokeške jezikovne družine, ki so živela na zahodu Pensilvanije, vzhodu Ohia in severu Zahodne Virginije. Kulturno in politično so bili blizu prav tako irokeško govorečim Eriejem, Wenroem in Susquehannockom.
Med bobrovimi vojnami (imenovanimi tudi francoske in irokeške vojne, 1640 do 1701) ter francoskimi in indijanskimi vojnami (1689 do 1763) je vojaško močna Irokeška liga v boju za trgovinski monopol in lovske pravice v trgovini s krznom pregnala več manjših irokeških in vzhodnih algonkinskih plemen na zahod; druga so postala tributarna ligi, spet druga ljudstva pa so bila popolnoma iztrebljena in absorbirana.
V 18. stoletju so se pripadniki Wyandotov, Susquehannockov, Eriejev, Shawneejev, Lenapejev in Munseejev (podpleme Lenape) ter skupine manjših avtohtonih ljudstev priselili v Ohio Country in kasnejše Severozahodno ozemlje (ozemlje severno od reke Ohio), kjer so večinoma živeli skupaj v multietničnih vaseh, v tem času se je začela etnogeneza "Mingov". Mingose so zato imenovali tudi Ohio-Irokezi, Ohio-Seneca ali Seneca of Sandusky.

## Ime
Angloameričani so te priseljence imenovali Mingo oziroma Black Mingo ("Črni Mingo"), včasih tudi Blue Mingo ("Modri Mingo") – slednje predvsem zato, da bi to skupino ločili od prav tako kot Black Mingo/Minquas ("Črni Mingo/Minquas") znanih Eriejev. Poleg tega so bila kot "Mingo/Minquas" označena tudi druga irokeško govoreča ljudstva/konfederacije: Susquehannocki kot White Mingo/Minquas ("Beli Mingo/Minquas"), Wyandoti (do 1650: Huroni) kot Little Mingo/Minquas ("Mali Mingo/Minquas") in Irokeška liga kot Big Mingo/Minquas ("Veliki Mingo/Minquas").
Danes uveljavljeno plemensko ime Mingos ali Minquas je popačenka skupnega poimenovanja vzhodnih Algonkinov za večinoma sovražna irokeško govoreča ljudstva.
Lenape in Munsee (tradicionalni sovražniki Susquehannockov in Irokeške lige) so uporabljali etnonim Mengwe ("brez penisa") oziroma Miqui ("tuj, drugačen, daleč stran"), pogosto prevedeno tudi kot ("izdajalski" ali "zahrbten, prebrisan"); Nizozemci in Švedi – trgovinski partnerji in neposredni kolonialni sosedje Lenapejev in Munseejev – so to ime prevzeli kot Minquas, kasneje pa Britanci in Angloameričani kot Mingos.
Sami, kot mnoga druga avtohtona ljudstva, niso imeli specifičnega plemenskega imena, ampak so se preprosto imenovali Ökwe'ôweshö'ö ("Resnični, pravi ljudje"; ednina: Ökwe'ôwe).

## Zgodovina
Pripadniki plemena, ki je postalo znano kot Mingo, so se naselili na območju Ohia kot del indijanskega priseljenskega toka sredi 18. stoletja. To območje, ki približno ustreza današnji zvezni državi Ohio v ZDA, je bilo več desetletij zelo redko poseljeno. Naselja teh priseljencev so se vse bolj razvijala v združitev priseljenega indijanskega prebivalstva. Ti so izvirali predvsem iz plemen Seneca (Irokezi), Wyandot, Shawnee, Susquehannock in Lenape. Območje Ohia je bilo že dolgo lovišče Irokezov, zato je Irokeška liga zahtevala tudi nominalno nadvlado nad njegovimi prebivalci. Ti pa so se tej zahtevi upirali in so vse bolj delovali pretežno neodvisno od Irokezov. Ko je leta 1763 izbruhnil Pontiacov upor, so se mnogi Mingi povezali s pripadniki drugih indijanskih plemen, da bi končali britansko nadvlado nad območjem Ohia. Irokeška liga pa je še naprej ohranjala svoje tradicionalno zavezništvo z Britanci in je bila tako ponovno sovražno nastrojena proti Mingom. Kljub nekaterim spektakularnim začetnim uspehom se je Pontiacov upor na koncu končal s popolnim porazom uporniških indijanskih plemen. Poglavar Mingo/Seneca Hauptguyasuta je bil eden od voditeljev v tem sporu.
Do začetka 1830-ih se je naselbinsko območje Mingov v zahodnem Ohiu razvilo v uspešno skupnost. Z razvojem svojih kmetij in ustanavljanjem šol se je povečala tudi prilagoditev ameriški civilni družbi. Kljub temu so bili Mingi zaradi sprejetja "Indian Removal Act" leta 1830 prisiljeni prodati svoje posesti in se leta 1832 preseliti v Kansas. V Kansasu so se Mingi srečali z več Seneca klani in obe plemeni sta si tam delili Neosho Reservation. Po ameriški državljanski vojni se je pleme ponovno preselilo, tokrat v današnji Ottawa County v zvezni državi Oklahoma v ZDA. Od leta 1937 se pleme uradno imenuje Seneca-Cayuga Tribe of Oklahoma in danes šteje več kot 2.400 članov. Z šestimi narodi nekdanje Irokeške lige se še vedno ohranjajo različne kulturne in verske vezi.

## Jezik
Jezik Mingo ali Unyææshæötká' ali Ökwe'öwékhá' je severni irokeški jezik, ki je jezikovno zelo podoben jeziku Seneca in Cayuga.
Njihov jezik je bil prvotno razširjen v vzhodnem Ohiu, zahodni Pensilvaniji in v West Virginia in je med Zahodno konfederacijo služil kot pomemben sporazumevalni jezik med zavezniškimi plemeni. Je polsintetični jezik z izjemno kompleksno uporabo glagolov in z ocenjeno največ petimi govorci trenutno spada med umirajoče jezike (moribund). V zadnjih letih pa se je povečalo zanimanje za oživitev tega jezika, zlasti med potomci Mingov.